# Rola-do-senegal
A rola-do-senegal (Spilopelia senegalensis), também conhecido como Pequena Pomba Marrom na India, é uma pequena ave da família Columbidae. Encontra-se principalmente em regiões tropicais, como ao do Saara na África, no Oriente Médio e ao extremo sul da Asia à leste da Índia.

Dove Iran

## Galleria

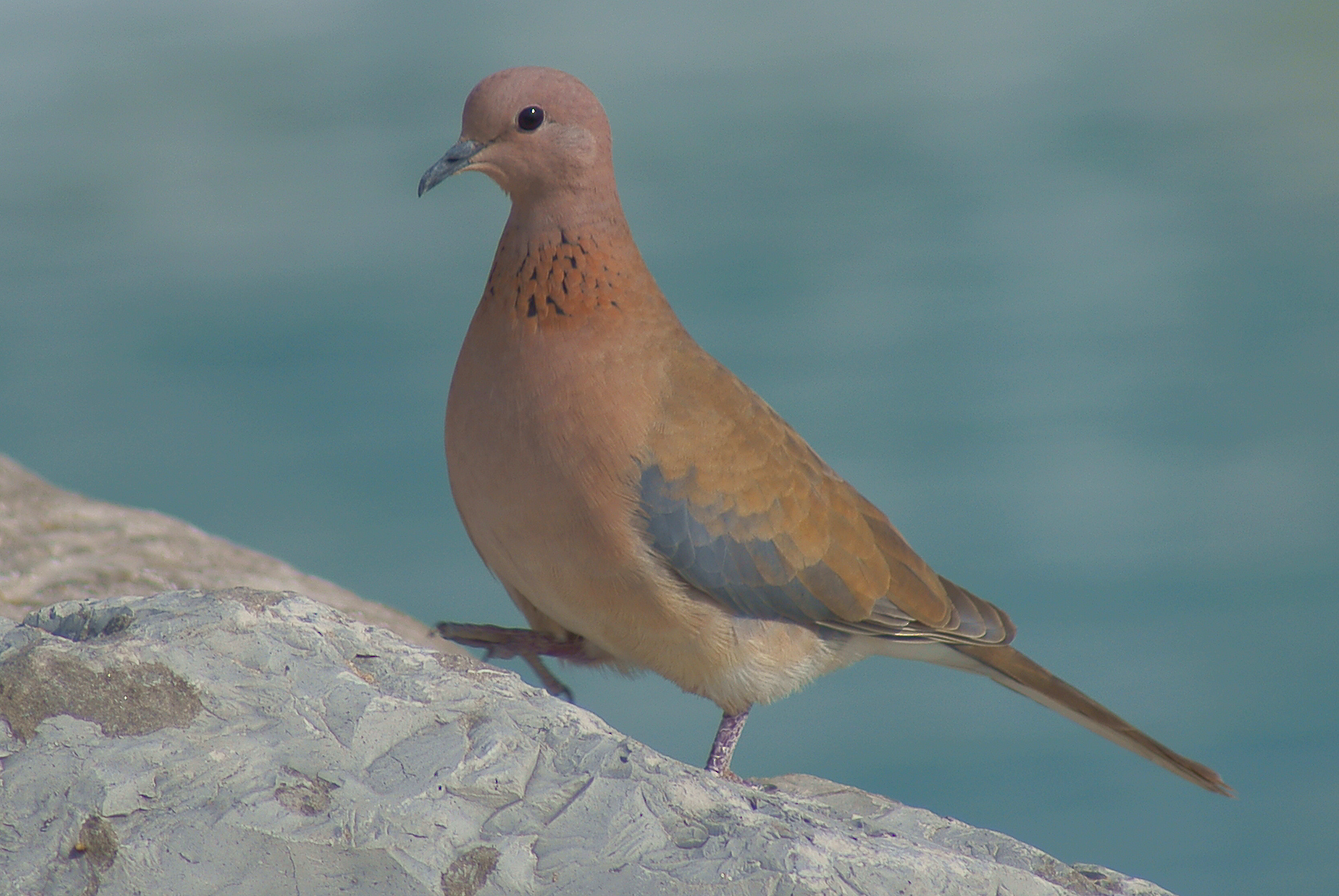
Rola-do-senegal em Abu Dhabi.
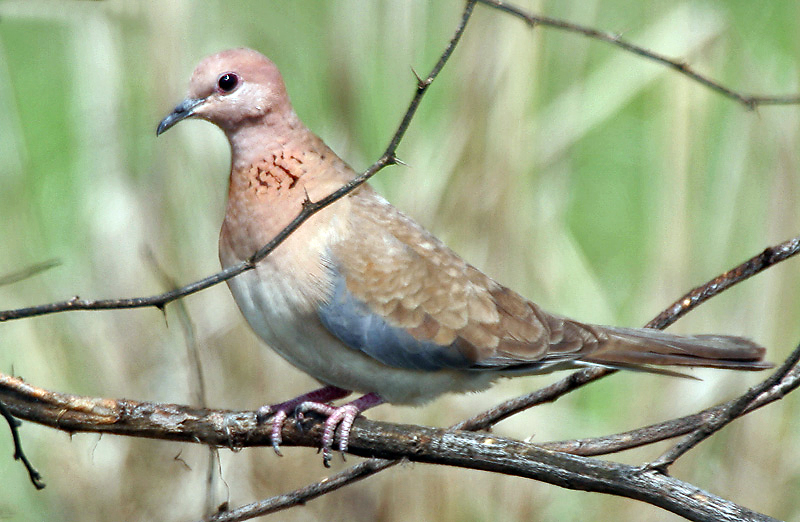
No distrito de Haryana, Índia.
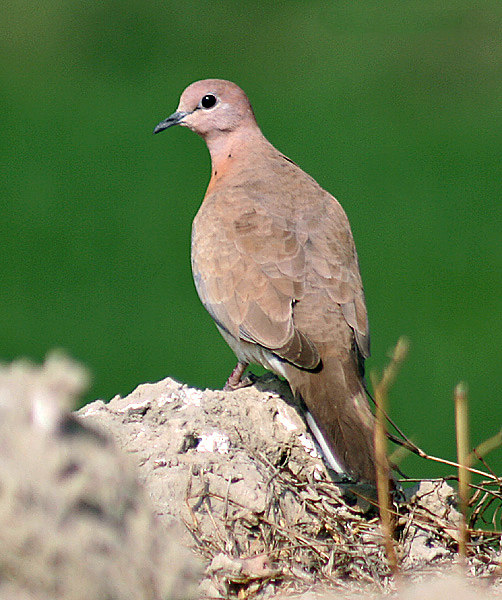
Em Faridabad Distrito de Haryana, Índia.
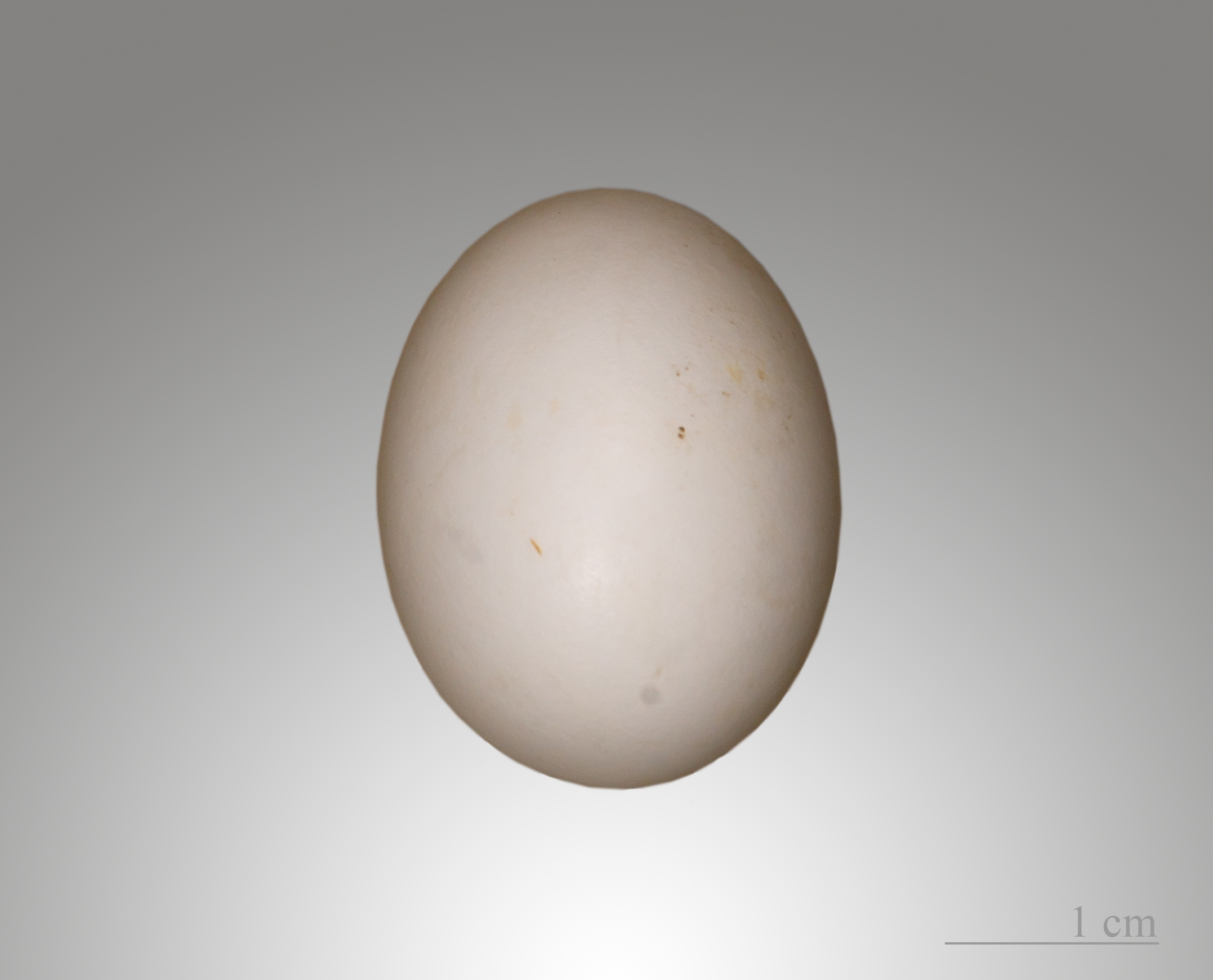
Streptopelia Senegalensis